# 日本レーシングサービス
株式会社日本レーシングサービス（にほんレーシングサービス）は、地方競馬全国協会の関連会社で、場外勝馬投票券発売所の運営や、地方競馬共同トータリゼータシステムの運用を行っている。本社は東京都品川区勝島に所在。

## 概要
1989年10月2日設立。1992年より南関東公営競馬4会場における勝馬投票券の販売集計・伝達業務を開始するのを皮切りに、地方競馬の勝馬投票券発売システム（トータリゼーター）、電話投票の全国統一発売システム「D-Net」の管理・運営、ならびにホッカイドウ競馬、南関東公営競馬、ダートグレード競走のテレビ中継番組の制作を過去に行っていた。
また、2005年からは高崎競馬場（群馬県高崎市）跡地で勝馬投票券を発売する「BAOO高崎（バオーたかさき）」の管理・運営を行っているほか、2006年からは福山競馬場の場外勝馬投票券発売所であった「シャトル三刀屋」（島根県雲南市）および「シャトル宇部」（山口県宇部市）の運営を受託、「BAOO三刀屋（バオーみとや）」「BAOO宇部（バオーうべ）」として管理・運営を行っている。
2010年6月4日には、鹿児島県鹿児島市山之口町（天文館）に、「BAOO天文館（バオーてんもんかん）」が、同年7月6日には、鳥取県岩美郡岩美町に、「BAOO鳥取岩美（バオーとっとりいわみ）」がオープンした。
2012年4月2日からは荒尾競馬場（熊本県荒尾市）の施設で勝馬投票券を発売する「BAOO荒尾（バオーあらお）」の管理・運営を行なう。
2015年12月12日には、福岡県福岡市博多区に地方競馬初の全席指定場外施設となる「BAOO博多（バオーはかた）」をオープンさせた。

## 同社が運営する場外発売所
- BAOO高崎（群馬県高崎市・旧高崎競馬場）
- BAOO東広島（広島県東広島市）（2020年8月31日営業終了）
- BAOO鳥取岩美（鳥取県岩美郡岩美町）☆
- BAOO三刀屋（島根県雲南市・旧シャトル三刀屋）☆
- BAOO宇部（山口県宇部市・旧シャトル宇部）
- BAOO博多（福岡県福岡市博多区）
- BAOO荒尾（熊本県荒尾市・旧荒尾競馬場）☆
- BAOO天文館（鹿児島県鹿児島市）

☆:日本中央競馬会からの委託を受けて、中央競馬の所定開催日（代替開催などは除く）を対象に、中央競馬の馬券発売を行う「J PLACE〇〇」としても運用。